# Peter Althaus (Mediziner)

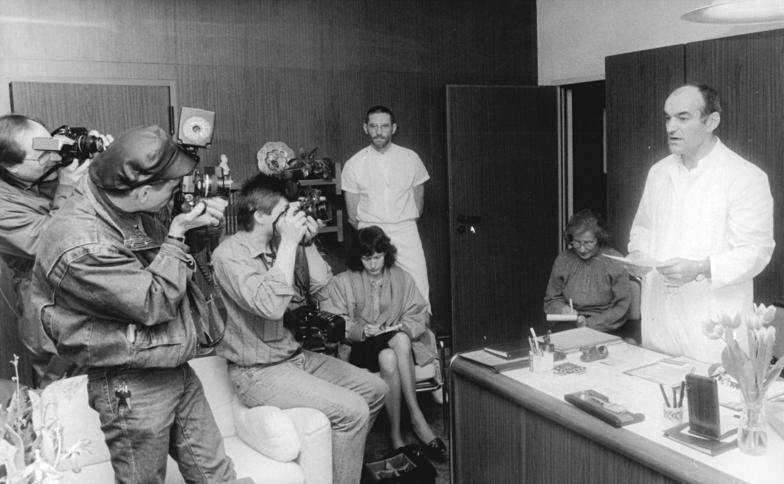
Peter Althaus (rechts) bei einer ärztlichen Stellungnahme über den Gesundheitszustand von Erich Honecker, 1990

Peter Althaus (* 27. Dezember 1940) ist ein deutscher Urologe. Er wirkte an der Berliner Charité und war dort von 1988 bis 1991 Ordinarius für Urologie. Von 1992 bis 2008 war er Chefarzt am Evangelischen Krankenhaus Königin Elisabeth Herzberge in Berlin. Als verantwortlicher Arzt bei der Krebsoperation von Erich Honecker wurde er im Jahre 1990 über Fachkreise hinaus der Öffentlichkeit bekannt. Medienthema war ebenfalls der von Althaus 1992/1993 gewonnene Rechtsstreit mit der Humboldt-Universität zu Berlin wegen seiner Kündigung aufgrund einer angeblichen Tätigkeit für das Ministerium für Staatssicherheit der DDR.

## Leben
Althaus begann 1960 sein Medizinstudium in Leningrad, das er mit einer Goldmedaille abschloss. Nach dem Studium arbeitete er an der Martin-Luther-Universität Halle an der Chirurgischen Klinik, wo er 1969 mit der Dissertationsschrift Die Rekonstruktion des Nierenzentrums der Chirurgischen Universitätsklinik Halle promoviert wurde. 1971 wurde er dort Facharzt für Urologie. Im Jahre 1973 wechselte er an die Charité der Berliner Humboldt-Universität in die Abteilung für Experimentelle Organtransplantation. 1980 habilitierte er sich mit der Habilitationsschrift Untersuchungen zur Hämodynamik von Nierentransplantaten nach hypothermer Lagerungs- und Perfusionskonservierung, ein Jahr später wurde er zum Dozenten berufen. Hauptforschungsgebiet waren Nierentransplantationen. 1988 wurde er zum Ordentlichen Professor für Urologie berufen und als Nachfolger von Moritz Mebel Direktor der Klinik und Poliklinik für Urologie der Charité. Bereits seit 1982 war er stellvertretender Direktor der Klinik gewesen.
Neben seiner Tätigkeit an der Charité arbeitete Althaus als Berater für das Regierungskrankenhaus der DDR. Im August 1989 diagnostizierte er dort bei Erich Honecker einen Tumor an der rechten Niere. Der Befund wurde Honecker nicht mitgeteilt, erst im Januar 1990 erfuhr er davon aus den Medien im Zusammenhang mit der Prüfung seiner Haftfähigkeit. Am 10. Januar entfernte Althaus bei Honecker einen Tumor aus der rechten Niere. Nachdem Honecker am 28. Januar im Krankenhaus verhaftet worden war, setzte sich Althaus letztlich erfolgreich für eine Haftverschonung ein. Am 30. Januar brachte Althaus Erich Honecker, der inzwischen seine Wohnung in der Waldsiedlung Wandlitz verloren hatte, zu Pastor Uwe Holmer nach Lobetal, wo Honecker mehrere Monate lang untergebracht wurde.
Am 22. Juli 1991 wurde Althaus fristlos entlassen. Nach Auffassung des seinerzeitigen Berliner Senators für Wissenschaft und Forschung, Manfred Erhardt, reichten die der Gauck-Behörde vorliegenden Unterlagen aus dem ehemaligen Ministerium für Staatssicherheit aus, Althaus eine Tätigkeit als Inoffizieller Mitarbeiter der Stasi unter dem Decknamen „Junghans“ nachzuweisen. Der damalige Dekan der Charité, Harald Mau, erklärte, die Stasi hätte „die gesamte Nierentransplation gesteuert“. Im Juni 1992 erklärte jedoch das Berliner Arbeitsgericht die gegen Althaus ausgesprochene Kündigung für unwirksam, da die Unterschrift unter der Verpflichtungserklärung für die Stasi nicht von Althaus stammte. Auch in zweiter Instanz gewann Althaus im Januar 1993 den Prozess.
Bereits 1992 hatte er jedoch eine Tätigkeit beim Evangelischen Krankenhaus Königin Elisabeth Herzberge übernommen, wo er die neu eingerichtete Urologische Abteilung der Klinik leitete. Sechzehn Jahre war er dort als Chefarzt tätig. Im Dezember 2008 ging er in den Ruhestand.
Althaus veröffentlichte zahlreiche Fachartikel und ist Mitglied mehrerer Forschungsorganisationen, seit 1994 ist er Mitglied der Leibniz-Sozietät der Wissenschaften zu Berlin.